# Dagzê
| Tibetische Bezeichnung                   |
| ---------------------------------------- |
| Tibetische Schrift: སྟག་རྩེ་རྫོང་             |
| Wylie-Transliteration: stag rtse rdzong  |
| Offizielle Transkription der VRCh: Dagzê |
| THDL-Transkription: Taktsé               |
| Andere Schreibweisen: Tagtse             |
| Chinesische Bezeichnung                  |
| Traditionell: 達孜縣                     |
| Vereinfacht: 达孜区                      |
| Pinyin:Dázī Qū                           |

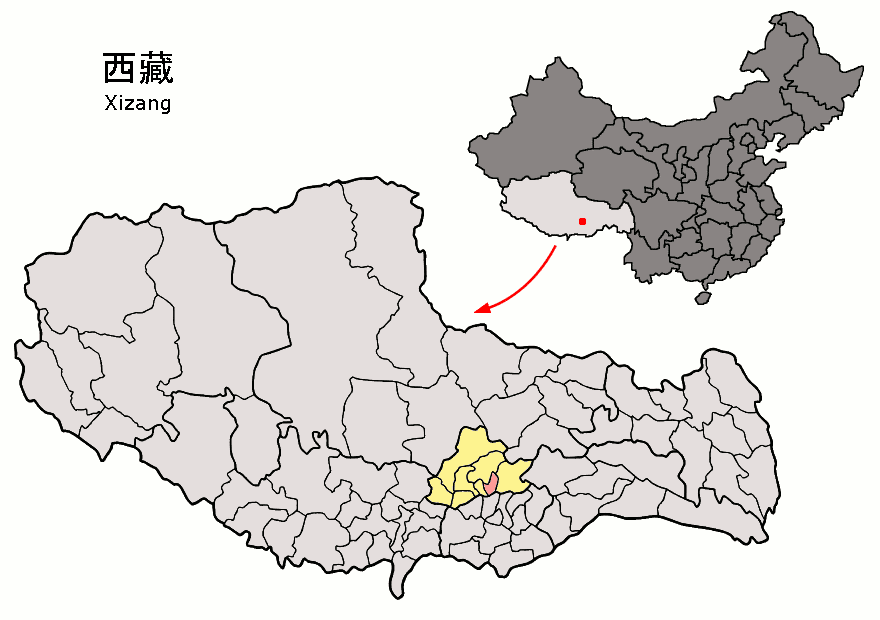
Lage des Bezirks Dagzê (rosa) in Lhasa (gelb)

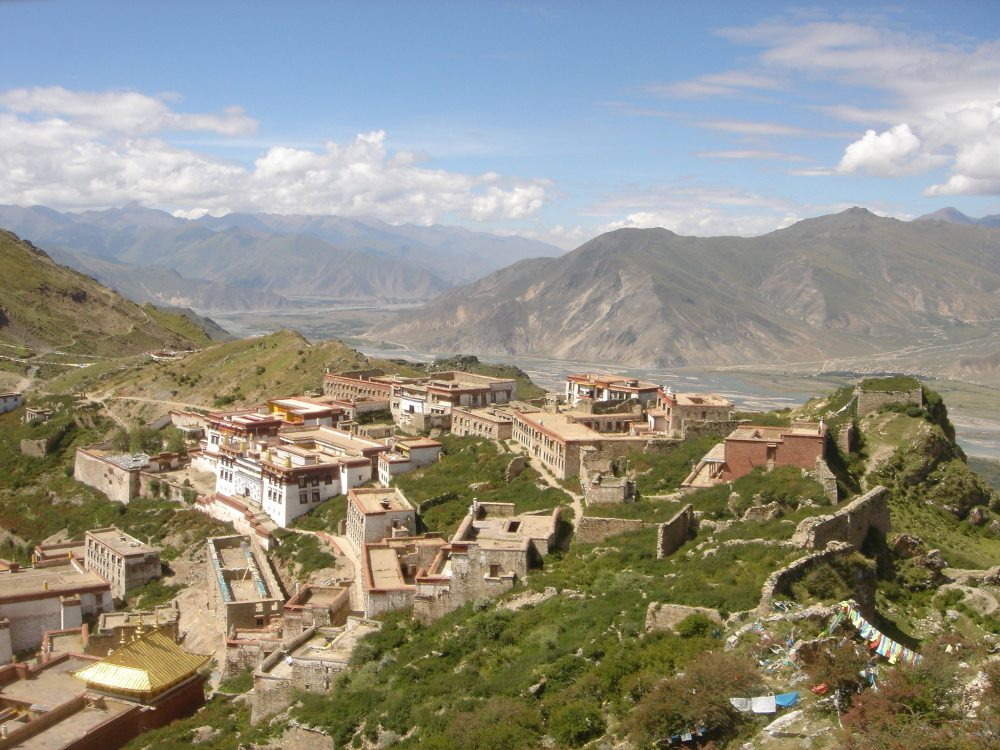
Kloster Ganden

Dagzê (Tagtse) ist ein Stadtbezirk der bezirksfreien Stadt Lhasa des Autonomen Gebiets Tibet der Volksrepublik China. Sein Hauptort ist die Großgemeinde Dêqên. Die Fläche beträgt 1.364 Quadratkilometer und die Einwohnerzahl 32.318 (Stand: Zensus 2020). 1999 zählte er 25.445 Einwohner.
Das ursprünglich 1409 erbaute Kloster Ganden (tib. དགའ་ལྡན་, chin. 噶丹寺 Gadan si) steht seit 1961 auf der Liste der Denkmäler der Volksrepublik China (1-108). Ebenso gehört das Kloster Yerpa zu Dagzê.

## Administrative Gliederung
Auf Gemeindeebene setzt sich der Bezirk aus einer Großgemeinde und fünf Gemeinden zusammen. Diese sind (amtliche Schreibweise, Tibetisch / Chinesisch):
- Großgemeinde Dêqên བདེ་ཆེན་ / 德庆镇
- Gemeinde Targyai དར་རྒྱས་ / 塔杰乡
- Gemeinde Zangdog གཙང་ཏོག་ / 章多乡
- Gemeinde Tanggar ཐང་དགར་ / 唐嘎乡
- Gemeinde Xoi ཞོག་མདའ་ / 雪乡
- Gemeinde Bomdoi འབྲོམ་སྟོད།་ / 帮堆乡

## Lage

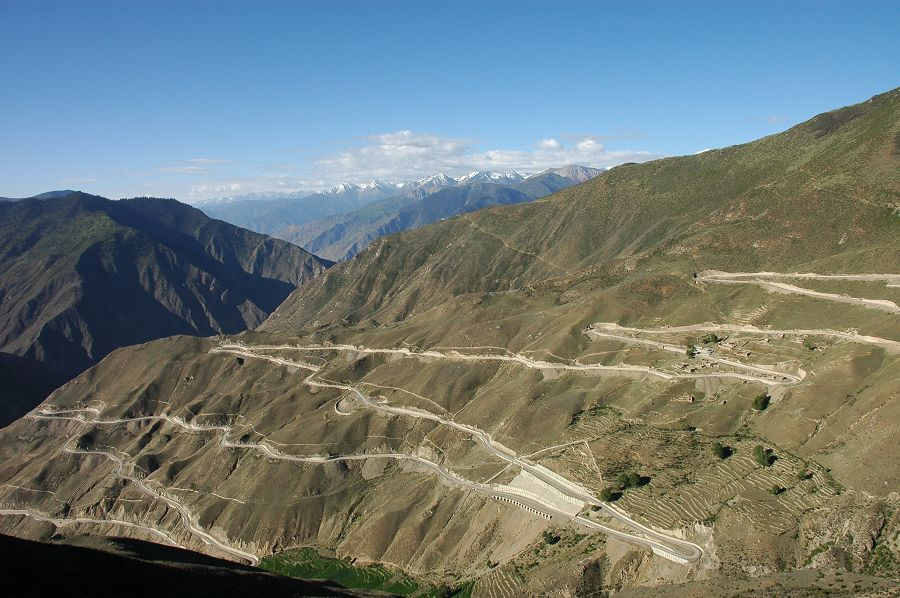
Der Sichuan-Tibet-Highway

Dazi bedeutet auf Tibetisch „Tigergipfel“. Es wurde 1354 gegründet und liegt auf beiden Seiten des Mittellaufs des Flusses Lhasa. Nach der demokratischen Reform im Jahr 1959 wurden das ursprüngliche Dazizong und Deqingzong in den Landkreis Dazi zusammengelegt, der zur Stadt Lhasa gehört. Dazi befindet sich östlich des Stadtbezirks Chengguan. Der Landkreis Zhanang liegt im Süden, der Landkreis Maizhokunggar im Osten und der Landkreis Linzhou im Norden.
Die Gesamtfläche des Distrikts beträgt 1.364 Quadratkilometer. Es hat eine durchschnittliche Höhe von 4.100 Metern über dem Meeresspiegel und steigt von höheren Ebenen im Norden und Süden auf 3.730 Meter im untersten Teil des Lhasa-Tals ab. Dazi liegt in einer halbtrockenen Plateau-Monsunklimazone. Die Durchschnittstemperatur beträgt 7,5 °C, mit etwa 130 frostfreien Tagen. Der durchschnittliche Niederschlag beträgt 450 Millimeter. Etwa 80–90 % der Niederschläge fallen im Sommer.

## Wirtschaft
Die Hauptbeschäftigung der Menschen liegt in der Landwirtschaft, einschließlich der Produktion von Weizen, Gerste, Raps, Kartoffeln und anderem Gemüse. Der Viehbestand umfasst Yaks, Rinder, Schafe, Hühner und Enten. Schweine werden auch gezüchtet, hauptsächlich in Innenräumen. Unter dem Label „Dazi Pure“ werden immer mehr Obst und Bio-Gemüse, Speisepilze und Heilpflanzen aus Gewächshäusern vermarktet. Als Nebenbeschäftigung stellen die Menschen ethnische Handarbeiten her.

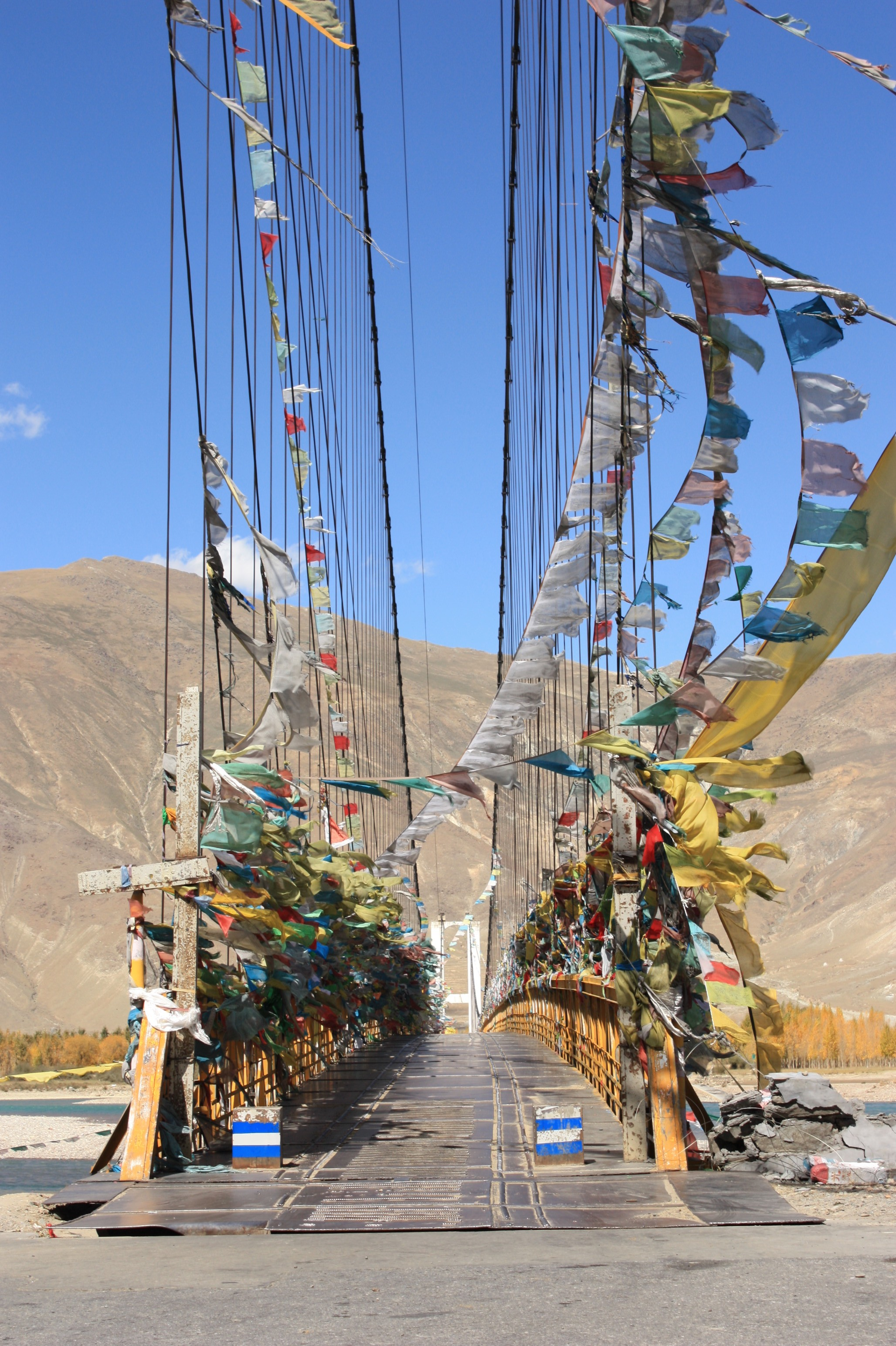
Die Dazi-Brücke

## Infrastruktur
2010 gab es im Landkreis 28 Schulen, darunter eine Junior High School und einen Kindergarten, mit 276 Vollzeitlehrern. Es gibt ein Bezirkskrankenhaus und fünf Gemeindekrankenhäuser.
Der Sichuan-Tibet-Highway verläuft durch den Landkreis und die Dazi-Brücke, die 1984 vom Highway Bureau der Autonomen Region Xizang gebaut wurde, überquert den Fluss Lhasa.